# Bande dessinée et cinéma
 (mai 2014).
Si vous disposez d'ouvrages ou d'articles de référence ou si vous connaissez des sites web de qualité traitant du thème abordé ici, merci de compléter l'article en donnant les références utiles à sa vérifiabilité et en les liant à la section « Notes et références ».
Les industries de la bande dessinée et du cinéma sont nées en même temps et ont beaucoup de traits communs (la séquence, la narration, les plans). Des passerelles ont naturellement relié ces deux médiums.

## Historique
Des séries telles que la Famille Illico (1915) ou Little Orphan Annie (1932) ont eu très tôt les honneurs d'adaptations en films « live » et on ne compte pas les adaptations de bandes dessinées en dessin animé (Popeye) et vice-versa (Mickey Mouse). De nombreux auteurs de bande dessinée sont passés, temporairement ou définitivement, à la réalisation ou à la scénarisation de films : Gérard Lauzier, Didier Martiny, Patrice Leconte, Marc Caro (coauteur de Delicatessen), Terry Gilliam, Frank Miller (qui scénarise RoboCop 2), Enki Bilal, Joann Sfar, Marjane Satrapi, Riad Sattouf, etc.
Longtemps, les adaptations de bandes dessinées au cinéma (ou en séries télévisées) ont été des productions à petit budget et sans grandes ambitions artistiques (avec quelques exceptions, comme Barbarella) : Lucky Luke, Gros Dégueulasse, Fais gaffe à la gaffe (Gaston Lagaffe), Spider-Man. Aux États-Unis, au début des années 1980, de véritables films adaptés de bandes dessinées ont vu le jour, revisitant les classiques du comic-strip : Popeye par Robert Altman, Annie par John Huston, Flash Gordon, Dick Tracy, Superman par Richard Donner, etc.
À la fin des années 1980, une nouvelle voie est ouverte par Tim Burton avec son Batman : ayant grandi avec les comics et ayant suivi les évolutions récentes du genre (Frank Miller, Alan Moore), Burton filme Batman comme un conte sombre et dramatique. Enfin on prend un super-héros au sérieux. Le progrès des effets spéciaux numériques, au cours des années 1990, a permis de rendre presque crédibles visuellement les effets exubérants autrefois imaginés par Stan Lee et Jack Kirby, ce qui aboutira à la création d'une grande quantité de films inspirés par les comic-books : Spider-Man par Sam Raimi, les X-Men, Daredevil, Catwoman, La Ligue des gentlemen extraordinaires, The Crow, etc.).
Les héros de bandes dessinées francophones tels que : Astérix, Bécassine et le Trésor viking, Les Aventures de Tintin : Le Secret de La Licorne, Sur la piste du Marsupilami, Titeuf, le film,  Boule et Bill, Largo Winch, Les Aventures extraordinaires d'Adèle Blanc-Sec, Les Schtroumpfs et plus récemment Les Profs, bénéficient de moyens équivalents.
D'autres genres de bandes dessinées ont inspiré le cinéma : Les Sentiers de la perdition, From Hell, Ghost World, Sin City ou encore American Splendor. L'influence de la bande dessinée sur le cinéma prend parfois des chemins plus détournés : l'univers de Jean-Claude Mézières (Valérian) est par exemple une influence majeure et assumée du Cinquième Élément, de Luc Besson, mais a aussi été une source d'inspiration importante pour Star Wars.

## Sélection de films se rapportant à la bande dessinée

### Documentaires consacrés à la bande dessinée (télévision et cinéma)
- American Splendor (docu-fiction) de Shari Springer Berman et Robert Pulcini
- The Confessions of Robert Crumb (BBC documentaire sur Robert Crumb, écrit par Robert Crumb)
- Crumb (1998), de Terry Zwigoff
- Comic book confidential, de Ron Mann
- René Goscinny : Profession humoriste (1999), de Michel Viotte
- Gotlib Trait pour trait, de Jacques Pessis
- Signé Franquin, de Hugues Dayez
- Franquin, Gaston et Cie, de Laurent Boileau
- Pilote - Et Moi, et moi, et moi, de Philippe Picard et Jérôme Lambert
- La BD s'en va-t-en guerre, de Mark Daniels (Arte DVD)
- Art Spiegelman, traits de mémoire, de Clara Kuperberg et Joëlle Oosterlinck (Arte DVD)
- Largo (2008), de Yves Legrain-Crist (documentaire sur la réalisation du tome 15 de la série Largo Winch)
- Loisel et Tripp, traits complices (2009), de Patrick Foch, Adeline Le Guellaud et Dominique Tripier-Mondancin
- Christophe et M. Colomb (2010) de Dominique Garing et Jean Baptiste Benoit
- L'Harmonie du hasard[1] (2011), de Lucas Vernier (documentaire sur Max Cabanes)
- Laurent Vicomte, Entretemps (2012), d'Avril Tembouret (documentaire sur Laurent Vicomte et Sasmira)

En 2004, Arte diffuse une série de sept documentaires d'une vingtaine de minutes intitulée Comix. Les thèmes sont : « Profession MangaKa », « Chris Ware - Un art de la mémoire », « Art Spiegelman - Le Miroir de l'histoire », « Joann Sfar & Associés », « Les Secrets d'Astérix », « Fred - Derrière le miroir ».

### Films dont les héros sont des auteurs de bande dessinée
- Comment tuer votre femme (1965) : Stanley Ford (Jack Lemmon) expérimente les aventures de son héros Bash Brannigan avant de les dessiner. Le jour où son épouse disparaît, la justice fait le rapprochement avec le comic-strip et l'auteur se voit accusé de meurtre.
- Un choix d'assassins (1966) de Philippe Fourastié. Un dessinateur de bandes dessinées part à la dérive après la mort de sa femme, et croise à Tanger des trafiquants d'armes, des beatniks et des gangsters.
- Jeu de massacre (1967) de Alain Jessua. Un jeune Suisse mythomane, Bob, invite chez lui un auteur de bande dessinée, Pierre Meyrand (joué par Jean-Pierre Cassel). L'artiste imagine bientôt un personnage inspiré de son hôte…
- César et Rosalie (1972). Sami Frey interprète un dessinateur calme et réservé.
- Condorman (1981). Un auteur de bande dessinée est employé par les services secrets pour incarner son super-héros, « Condorman ».
- L'Année prochaine... si tout va bien, de Jean-Loup Hubert (1981). Thierry Lhermitte en jeune auteur de BD pris dans les affres du quotidien.
- La Main du cauchemar (1981), par Oliver Stone. Le dessinateur de BD John Lansdale (Michael Caine) a la main droite arrachée à la suite d'un accident de voiture. Cette main revient le hanter pour le pousser à commettre des crimes.
- Le Passage (1986), par René Manzor. Le dessinateur Jean Diaz (interprété par Alain Delon) doit passer un pacte avec La Mort s'il veut sauver son fils.
- I Want to go home (1989), par Alain Resnais. Un auteur de comic strips américain est perdu à Paris.
- L'Ambulance (1990), par Larry Cohen. Un auteur de BD, Josh Baker (Eric Roberts) part en quête de sa femme enlevée par une mystérieuse ambulance.
- Le Fabuleux Voyage de l'ange (1991), par Jean Pierre Lefebvre. Francis (Daniel Lavoie), un dessinateur de bandes dessinées, puise dans sa vie et celle de ses proches pour réaliser un album surprenant.
- Méprise multiple (1997), par Kevin Smith. Holden McNeil (Ben Affleck) est un dessinateur de comics qui tombe amoureux d'une jeune femme lesbienne.
- Monkeybone (2000), de Henry Selick. Un dessinateur de BD à succès tombe dans le coma et se retrouve plongé dans l'univers qu'il a créé.
- Première Expérience de mort (2001), de Aida Begic. Dado Bratovic est dessinateur de BD à Sarajevo. Après la guerre, il veut faire renouveler sa carte d'identité mais constate qu'il a été déclaré mort en 1992. Il va alors devoir prouver qu'il est bien vivant.
- Narco (2003), de Gilles Lelouch et Tristan Aurouet. Un dessinateur narcoleptique, (Guillaume Canet), trouve l'inspiration dans ses rêves.
- L'Homme qui copiait (2003) de Jorge Furtado. Le jeune André rêve de devenir riche en vendant ses illustrations.
- American Splendor (2003) de Shari Springer Berman et Robert Pulcini. La vie du scénariste de comics Harvey Pekar, du début des années 80 aux années 2000.
- Bunraku (2010) de Guy Moshe. Woody Harrelson y joue un barman qui réalise des bandes dessinées en pop-up s'inspirant de Spider-Man.
- La Vie d'une autre (2012) de Sylvie Testud. Marie (Juliette Binoche), en partie amnésique, veut reconquérir son mari auteur de bandes dessinées (incarné par Mathieu Kassovitz).
- Eden (2014), qui raconte une période de la musique électronique parisienne et dont le personnage de Cyril est un portrait de l'auteur Mathias Cousin (dont les dessins sont reproduits dans le film).
- La Belle Époque (2019). Avec Victor (Daniel Auteuil), dessinateur de BD.

### Films réalisés par des auteurs de bande dessinée
- Le Viager (1972) de Pierre Tchernia et René Goscinny
- La Montagne sacrée  (1973) de Alejandro Jodorowsky
- Les vécés étaient fermés de l'intérieur (1975) de Patrice Leconte
- L'amour propre ne le reste jamais très longtemps (1985) de Martin Veyron
- Mon père, ce héros (1991) de Gérard Lauzier
- Le Dernier Plan  (1999) de Benoit Peeters
- Le Nouveau Jean-Claude  (2002) de Didier Tronchet
- Les Triplettes de Belleville (2003) de Sylvain Chomet
- Immortel, ad vitam (2005) de Enki Bilal
- Mirrormask (2005) de Dave McKean et Neil Gaiman
- Genius Party (2007) de Nicolas de Crécy
- Peur(s) du noir (2008) de Blutch, Charles Burns, Lorenzo Mattotti
- Persepolis (2008) de Marjane Satrapi et Winshluss
- Villemolle 81 (2009) de Winshluss
- Les Beaux Gosses (2009) de Riad Sattouf
- Gainsbourg, vie héroïque (2010) de Joann Sfar
- Les Petits Ruisseaux (2010) de Pascal Rabaté, qui a également réalisé trois autres films
- Titeuf, le film (2011) de Zep
- L'ultimo terrestre (it) (2011) de Gipi
- Lou ! Journal infime (2014) de Julien Neel
- I Am Here (2014) de Anders Morgenthaler
- 5 est le numéro parfait (2019) de Igort
- Playlist (2021) de Nine Antico

### Films dans lesquels jouent des auteurs de bande dessinée
- Le Viol du vampire (1968) avec Philippe Druillet
- L'An 01 (1973) avec Professeur Choron, François Cavanna, Gébé, Marcel Gotlib, Cabu
- Les Routes du sud (1978) avec Claire Bretécher dans le rôle de la journaliste TV
- Contes pervers (1980) avec Gérard Lauzier dans le rôle d'Antonio
- Benvenuta (1983) avec Philippe Geluck dans le rôle du père
- Vive les femmes ! (1984) avec Georges Wolinski, François Cavanna et Gébé
- Le mystère Alexina (1985) avec Philippe Vuillemin dans le rôle d'Alexina
- Paulette, la pauvre petite milliardaire (1986) avec Siné, Philippe Vuillemin, Professeur Choron, Gébé et Georges Wolinski
- Mauvais Sang (1986) avec Hugo Pratt dans le rôle du Boris
- Atolladero (it) (1995) avec Jordi Bernet et Horacio Altuna
- Ivre Mort Pour La Patrie  (1998) avec Charlie Schlingo, Philippe Vuillemin et le Professeur Choron
- 1999 Madeleine (1999) avec Moebius dans le rôle du ramasseur de croix
- Le Dernier Plan  (1999) avec François Schuiten
- Le Nouveau Jean-Claude (2002) avec Marcel Gotlib et Didier Tronchet
- Moi César, 10 ans ½, 1m39 (2003) avec Didier Tronchet dans le rôle du maître d'étude et surveillant
- Les clefs de bagnole (2004) avec Marcel Gotlib dans le rôle du gagman
- Louise-Michel (2008) avec Siné et Pascal Rabaté dans le rôle du père de famille
- Villemolle 81 (2009) avec Blutch
- Bancs publics (Versailles rive droite)  (2009) avec Didier Tronchet dans le rôle d'un policier
- Les Beaux Gosses (2009) avec Riad Sattouf, Marjane Satrapi et Fred Neidhardt
- Gainsbourg, vie héroïque (2010) avec Riad Sattouf, Mathieu Sapin et Joann Sfar dans le rôle de Georges Brassens
- Mammuth (2010) avec Siné et Blutch dans le rôle de l'employé de la caisse de retraite

### Films adaptés de bandes dessinées japonaises
(par ordre alphabétique)
- 20th Century Boys (2008), 20th Century Boys, chapitre 2 : Le Dernier Espoir (2009) et 20th Century Boys, Chapitre final (2009) tous les trois de Yukihiko Tsutsumi
- Cat's Eye (1997) de Kaizo Hayashi
- Crying Freeman (1995) de Christophe Gans
- Cutie Honey (2004) de Hideaki Anno
- Dragon Ball, le film : La Légende des sept boules de cristal (1989) de Joe Chan et Leung Chun, Dragonball Evolution (2009) de James Wong
- Fighter in the Wind (2004) de Yang Yun-Ho
- Ghost in the Shell (2017) de Rupert Sanders
- Kitaro le repoussant (2007) de Shigeru Mizuki
- Lady Oscar (1979) de Jacques Demy
- Nana (2005) de Kentarô Ôtani
- Niki Larson (1993) de Wong Jing, Nicky Larson et le Parfum de Cupidon (2018) de Philippe Lacheau
- Old Boy (2003) de Park Chan-wook, Old Boy (2013) de Spike Lee
- Sazae-san no seishun (1957) de Nobuo Aoyagi
- Speed Racer (2008) de Andy et Larry Wachowski
- Uzumaki (2000) de Higuchinsky

### Films adaptés de comics classiques américains
(par ordre alphabétique)
- Blondie : Blondie, 1938
- Bringing Up Father (la Famille Illico) : adaptations en 1915, 1928, 1946
- Casper (1995) de Brad Silberling, Casper, l'apprenti Fantome (1997) et Casper et Wendy (1998) de Sean McNamara, Casper, le nouveau défi (2000) de Owen Hurley et Casper, l'école de la peur (2006) de Mark Gravas
- Dick Tracy (1990), de et avec Warren Beatty
- The Phantom (1943), Le Fantôme du Bengale (1996) et The Ghost Who Walks (2007)
- Flash Gordon (1936), Flash Gordon's Trip to Mars (1938), Flash Gordon Conquers the Universe (1940) et Flash Gordon (1980)
- Harold Teen (1928 et 1934 (en)), d'après Carl Ed
- Little Orphan Annie : adaptations en 1932, 1982 (voir Annie), 1995 et 1999 (voir Annie).
- Popeye, par Robert Altman (1980)
- Prince Vaillant (1954) de Henry Hathaway
- The Spirit, d'après Will Eisner (2009)

### Films adaptés de romans graphiques
(par ordre alphabétique)
- 300 (2007) d'après 300 de Frank Miller
- A History of Violence (2005) d'après A History of Violence
- American Splendor (2003) d'après la série d'Harvey Pekar
- From Hell (2001) d'après From Hell d'Alan Moore et Eddie Campbell
- Ghost World (2001) d'après Ghost World de Daniel Clowes
- My Friend Dahmer (2017) d'après My Friend Dahmer de Derf Backderf
- Les Olympiades (2021) d'après Les Intrus de Adrian Tomine
- Les Sentiers de la perdition (2002) d'après Les Sentiers de la perdition
- Sin City (2005) et Sin City : J'ai tué pour elle (2014) par Frank Miller et Robert Rodriguez, adaptés de la série Sin City de Frank Miller
- Southland Tales (2006) par Richard Kelly, adaptés de la série Southland Tales de Richard Kelly
- V pour Vendetta (2006) d'après V pour Vendetta d'Alan Moore et David Lloyd
- Wilson (2017) d'après Wilson de Daniel Clowes
- Cet été-là (2022) d'après Cet été-là de Jillian Tamaki et Mariko Tamaki

## Bandes dessinées adaptées d'un film
De nombreux films ont donné lieu à des adaptations en bande dessinée.
- Les Temps Modernes (Charles, S. Chaplin, 1936), adapté par Magniaux en 1973.
- La Ruée vers l'Or (Charles S. Chaplin, 1925) adapté par Magniaux en 1974
- Le personnage de Charlot a été interprété par de plusieurs auteurs dans la première moitié du XXe siècle:
  - Elsie Crysler Segar (dessin et scénario) dans Charlie Chaplin's Comics Capers (1915-1917)
  - Raoul Thomen (dessin et scénario) dans Les Aventures Acrobatiques de Charlot (1921-1939)
- L'Âge de cristal (1976) a donné lieu à plusieurs adaptations en comics
- Inspecteur la Bavure de Claude Zidi (1980), adapté par Cabu l'année suivante[2].
- Comme tout le monde (2006)[3]
- Bienvenue chez les Ch'tis (2008) a connu une adaptation en BD sortie en 2008 et scénarisée par Pierre Veys
- Belleville Story (2010)[4]